# Coryphaenoides altipinnis
Coryphaenoides altipinnis är en fiskart som beskrevs av Albert Günther, 1877. Coryphaenoides altipinnis ingår i släktet Coryphaenoides och familjen skolästfiskar. Inga underarter finns listade i Catalogue of Life.